# Jo Woo-jin
Jo Shin-je (en hangul, 조신제) mejor conocido artísticamente como Jo Woo-jin (hangul: 조우진; RR: Jo Woo-jean), es un actor de televisión, cine y teatro surcoreano.

## Biografía
El 25 de septiembre de 2018 anunció que se había comprometido con su novia de once años (quien no es parte del entretenimiento). La pareja se casó en octubre del mismo año y tienen una hija.
El 14 de julio de 2021 se anunció que se había sometido como mediada de prevención a una prueba de COVID-19, después de que uno de los productores y un miembro del personal de producción de la película "Hunt" fueran diagnosticados con el virus. Sus resultados fueron negativos, pero como medida de prevención y siguiendo las indicaciones del gobierno se mantuvo en cuarentena.

## Carrera
Es miembro de la agencia Yooborn Company (유본컴퍼니).
Desde el año 2012 utiliza el nombre artístico de Jo Woo-jin.
En junio de 2016 se unió al elenco recurrente de la serie 38 Task Force (también conocida como "Squad 38") donde dio vida a Ahn Tae-wook, el director de la oficina de recaudación de impuestos.
En diciembre del mismo año se unió al elenco recurrente de la serie Goblin (también conocida como "Guardian: The Lonely and Great God") donde interpretó a Kim Do-young, el secretario de Yoo Deok-hwa (Yook Sung-jae).
En julio de 2018 se unió al elenco recurrente de la serie Mr. Sunshine donde dio vida a Im Gwan-soo, un intérprete de inglés que trabaja en la American Legation en Joseon y quien más tarde se convierte en el traductor de inglés del Emperador.
El 7 de agosto de 2019 apareció como parte del elenco principal de la película The Battle: Roar to Victory donde interpretó a Byeong-gu, un francotirador de Corea del Sur.
En noviembre de 2021 se unió elenco principal de la serie Happiness donde dio vida a Han Tae-seok, un teniente coronel que pertenece al comando del servicio de salud y la persona más calificada para luchar contra un brote de una enfermedad infecciosa.
En 2022 se unirá al elenco recurrente de la serie de Netflix, The Accidental Narco.

## Filmografía

### Series de televisión
| Año     | Título                            | Personaje                | Notas                           | Ref.                 |
| ------- | --------------------------------- | ------------------------ | ------------------------------- | -------------------- |
| 2009    | The Tale of Janghwa and Hongryeon | -                        |                                 |                      |
| 2010    | OB & GY                           | -                        |                                 |                      |
| 2011    | Warrior Baek Dong-soo             | -                        |                                 |                      |
| 2012    | Dr. Jin                           | Deuk-chil                |                                 |                      |
| 2012    | The King's Doctor                 | -                        |                                 |                      |
| 2013    | Goddess of Marriage               | Cuñado de Hye-jung       |                                 |                      |
| 2013    | Medical Top Team                  | Doctor Lim               |                                 |                      |
| 2013    | Empress Ki                        | Soldado de Wang Go       |                                 |                      |
| 2013    | Hur Jun, The Original Story       | Woo Gong-bo              |                                 |                      |
| 2013    | Gu Family Book                    | Soldado de Jo Gwan-woong | Invitado                        |                      |
| 2013    | One Well-Raised Daughter          | -                        |                                 |                      |
| 2013    | Incarnation of Money              | -                        |                                 |                      |
| 2013    | Swine Escape                      | Pal Bok-yi               | Drama Festival 2013, 1 episodio |                      |
| 2013    | Miss Korea                        | Gerente de "Dream"       | Invitado                        |                      |
| 2013    | My Love from the Star             | Asistente de Heo Jun     | Invitado                        |                      |
| 2014    | Secret Door                       | Lee Dal-sung             |                                 |                      |
| 2015    | Make a Woman Cry                  | -                        |                                 |                      |
| 2016    | 38 Task Force (Squad 38)          | Ahn Tae-wook             |                                 |                      |
| 2016-17 | Goblin                            | Kim Do-young             |                                 |                      |
| 2017    | Chicago Typewriter                | Gal Ji-seok              |                                 |                      |
| 2017    | Chief B and the Love Letter       | Shim Byung-sun           | Drama Stage, 1 episodio         | [ 12 ] [ 13 ]        |
| 2018    | Mr. Sunshine                      | Im Gwan-soo              |                                 |                      |
| 2021    | Happiness                         | Han Tae-seok             |                                 | [ 14 ]               |
| 2022    | The Accidental Narco              | Byeon Ki-tae             |                                 | [ 15 ]               |
| 2024    | Gangnam, bajos fondos             | Kang Dong-woo            | Serie web                       | [ 16 ] [ 17 ] [ 18 ] |
| 2025    | Hasta que el cielo nos reúna      | Mensajero de la muerte   | Aparición especial              | [ 19 ]               |

### Películas
| Año  | Título                         | Personaje                | Notas                                                                                            | Ref.          |
| ---- | ------------------------------ | ------------------------ | ------------------------------------------------------------------------------------------------ | ------------- |
| 2011 | Mama                           | -                        |                                                                                                  |               |
| 2011 | War of the Arrows              | Mensajero Qing           | Junto a Park Hae-il, Moon Chae-won, Kim Mu-yeol y Ryu Seung-ryong                                |               |
| 2012 | Wonderful Radio (Love On-Air)  | Dueño del Club           | Junto a Lee Min-jung, Lee Kwang-soo, Jeong Yu-mi, Kim Byeong-ok y Kim Hae-sook                   | [ 20 ]        |
| 2014 | Venus Talk                     | Director Choi            | Junto a Uhm Jung-hwa, Moon So-ri, Jo Min-su, Lee Geung-young y Lee Sung-min                      |               |
| 2015 | Inside Men                     | Director de Gerencia Jo  | Junto a Lee Byung-hun, Jo Seung-woo, Baek Yoon-sik, Lee Geung-young, Bae Seong-woo y Jo Jae-yoon |               |
| 2015 | Inside Men: The Original       | Director de Gerencia Jo  | Junto a Lee Byung-hun, Jo Seung-woo, Baek Yoon-sik, Lee Geung-young, Kim Hong-pa y Bae Seong-woo |               |
| 2016 | Mood of the Day                | Miembro de la Agencia    | Junto a Moon Chae-won, Yoo Yeon-seok, Jo Jae-yoon, Kim Seul-gi y Park Min-woo                    |               |
| 2017 | The King                       | Asistente de Tae-soo     | Junto a Jo In-sung, Jung Woo-sung, Kim Ah-joong, Bae Seong-woo y Ryu Jun-yeol                    | [ 21 ]        |
| 2017 | One Line                       | Fiscal Won               | Junto a Im Si-wan, Jin Goo, Park Byung-eun, Lee Dong-hwi y Kim Sun-young                         |               |
| 2017 | The Sheriff in Town            | Seon-cheol               | Junto a Lee Sung-min, Cho Jin-woong, Kim Sung-kyun, Kim Jong-soo, Kim Hye-eun y Kim Byeong-ok    |               |
| 2017 | Real                           | Sa Do-jin                | Junto a Kim Soo-hyun, Sung Dong-il, Lee Sung-min, Sulli y Son Hyun-joo                           | [ 22 ]        |
| 2017 | V.I.P.                         | Fiscal                   | Junto a Jang Dong-gun, Kim Myung-min, Lee Jong-suk y Park Hee-soon                               |               |
| 2017 | The Fortress                   | Jung Myung-soo           | Junto a Lee Byung-hun, Kim Yoon-seok, Park Hae-il, Go Soo y Park Hee-soon                        | [ 23 ]        |
| 2017 | The Bros                       | Lee Mi-bong              | Junto a Ma Dong-seok, Lee Dong-hwi, Lee Ha-nee y Ji Chang-wook                                   |               |
| 2017 | 1987: When the Day Comes       | Park Wol-gil             | Junto a Kim Yoon-seok, Ha Jung-woo, Yoo Hae-jin, Kim Tae-ri, Park Hee-soon y Lee Hee-joon        |               |
| 2017 | Steel Rain                     | Choi Myung-rok           | Junto a Jung Woo-sung, Kwak Do-won, Kim Kap-soo, Won Jin-ah y Kim Eui-sung                       |               |
| 2018 | Rampant                        | Park Jong-sa             | Junto a Hyun Bin, Jang Dong-gun, Jung Man-sik, Kim Eui-sung y Lee Sun-bin                        | [ 24 ]        |
| 2018 | Default                        | Viceministro de Finanzas | Junto a Kim Hye-soo, Yoo Ah-in, Vincent Cassel, Heo Joon-ho, Ryu Deok-hwan y Park Jin-joo        | [ 25 ]        |
| 2018 | The Drug King                  | Jo Seong-kang            | Junto a Song Kang-ho, Jo Jung-suk, Bae Doona, Kim So-jin, Lee Hee-joon y Kim Dae-myung           |               |
| 2019 | Trade Your Love                | Jefe de Sección Seo      | Junto a Kim Dong-wook, Ko Sung-hee, Hwang Bo-ra, Kim Eui-sung, Im Ye-jin y Yum Jung-ah           |               |
| 2019 | Money                          | Han Ji-chul              | Junto a Ryu Jun-yeol, Yoo Ji-tae, Kim Jae-young, Won Jin-ah, Dong Hyun-bae y Steve Noh           | [ 26 ]        |
| 2019 | The Battle: Roar to Victory    | Byeong-gu                | Junto a Ryu Jun-yeol, Yoo Hae-jin, Kazuki Kitamura, Hiroyuki Ikeuchi y Sung Yu-bin               | [ 27 ]        |
| 2020 | Steel Rain 2: Summit           | Capitán del Submarino    | Junto a Jung Woo-sung, Kwak Do-won, Yoo Yeon-seok, Angus Macfadyen y Yum Jung-ah                 |               |
| 2020 | Collectors                     | Dr. John                 | Junto a Lee Je-hoon, Shin Hye-sun, Heo Sung-tae, Im Won-hee y Joo Jin-mo                         | [ 28 ] [ 29 ] |
| 2020 | Kingmaker                      | Jefe Lee                 | Junto a Sol Kyung-gu, Lee Sun-kyun, Yoo Jae-myung y Park In-hwan                                 | [ 30 ] [ 31 ] |
| 2021 | The Book of Fish               | Byeol-jang               | Junto a Sol Kyung-gu, Byun Yo-han, Lee Jung-eun, Min Do-hee y Kang Ki-young - (cameo)            | [ 32 ]        |
| 2021 | Seo Bok                        | Jefe Ahn                 | Junto a Gong Yoo, Park Bo-gum, Jang Young-nam y Park Byung-eun                                   | [ 33 ]        |
| 2022 | Alienoid                       | -                        | Junto a Ryu Jun-yeol, Kim Tae-ri, Kim Woo-bin, Lee Ha-nee y So Ji-sub                            |               |
| 2022 | Black Call (Hard Hit)          | Sung-gyu                 | Junto a Ji Chang-wook, Lee Jae-in, Jin Kyung y Kim Ji-ho                                         | [ 34 ] [ 35 ] |
| 2022 | Hunt                           | -                        | Aparición especial                                                                               | [ 36 ]        |
| 2022 | Hero                           | Ma Do-sik                | Junto a Jung Sung-hwa, Kim Go-eun, Na Moon-hee y Jo Jae-yoon                                     | [ 37 ]        |
| 2024 | Alienoid: Return to the Future | Cheong-woon              | Junto a Ryu Jun-yeol, Kim Tae-ri, Kim Woo-bin, Lee Ha-nee y Yum Jung-ah                          | [ 38 ]        |
| 2024 | Harbin                         | Kim Sang-hyun            | Junto a Hyun Bin, Park Jung-min, Jeon Yeo-been y Yoo Jae-myung                                   | [ 39 ]        |
| 2025 | The Match                      | Nam Ki-cheol             | Junto a Lee Byung-hun y Yoo Ah-in                                                                | [ 40 ]        |

### Programas de variedades
| Año  | Título                  | Notas                |
| ---- | ----------------------- | -------------------- |
| 2020 | Show!terview with Jessi | (ep. #23) - invitado |

### Musicales
| Año  | Título              | Personaje | Notas |
| ---- | ------------------- | --------- | ----- |
| 2010 | Twelfth Night Party | -         |       |
| 2007 | Pit-A-Pat           | -         |       |
| -    | Hamlet Project      | -         |       |

### Teatro
| Año  | Título       | Personaje | Notas |
| ---- | ------------ | --------- | ----- |
| 2011 | Othello      | -         |       |
| 2007 | 오! 브라더스 | -         |       |
| 2007 | 두근두근     | -         |       |
| 1999 | 마지막 포옹  | -         |       |

### Anuncios
| Año  | Título                                             | Notas               |
| ---- | -------------------------------------------------- | ------------------- |
| 2020 | 삼성카드                                           |                     |
| 2020 | 롯데칠성음료 롯데몰                                |                     |
| 2019 | KT 스카이라이프                                    |                     |
| 2018 | 사울장수 장수막걸리                                |                     |
| 2018 | 일동제약 아로나민 골드                             |                     |
| 2017 | LG생활건강 - 닥터그루트 샴푸                       | junto a Ra Mi-ran   |
| 2017 | 동서식품 - 맥심 모카골드 '요즘은 이렇게 탑니다' 편 | junto a Kim Woo-bin |
| 2017 | 삼성카드 다이렉트 오토                             |                     |
| 2017 | 프링글스 또띠아                                    |                     |
| 2017 | 아모레퍼시픽 '쿠션의 진실' 캠페인                  |                     |

## Premios y nominaciones
| Año  | Premios               | Categoría              | Trabajo                  | Resultado | Ref.          |
| ---- | --------------------- | ---------------------- | ------------------------ | --------- | ------------- |
| 2016 | 37th Blue Dragon Film | Mejor actor revelación | Inside Men               | Nominado  |               |
| 2018 | 54th Baeksang Arts    | Mejor actor de reparto | Steel Rain               | Nominado  | [ 41 ]        |
| 2018 | 27th Buil Film        | Mejor actor de reparto | 1987: When the Day Comes | Nominado  |               |
| 2019 | 55th Baeksang Arts    | Mejor actor de reparto | The Drug King            | Nominado  | [ 42 ]        |
| 2019 | 24th Chunsa Film Art  | Mejor actor de reparto | The Drug King            | Nominado  |               |
| 2019 | 40th Blue Dragon Film | Mejor actor de reparto | Default                  | Ganador   | [ 43 ] [ 44 ] |
| 2022 | 58th Baeksang Arts    | Mejor actor de reparto | Kingmaker                | Ganador   | [ 45 ] [ 46 ] |